# Kalcerrytus leucodon
Kalcerrytus leucodon är en spindelart som först beskrevs av Władysław Taczanowski 1878.  Kalcerrytus leucodon ingår i släktet Kalcerrytus och familjen hoppspindlar. Inga underarter finns listade i Catalogue of Life.